# Nanna magna
Nanna magna là một loài bướm đêm thuộc phân họ Arctiinae, họ Erebidae.